# Dalahicán
Dalahicán, es una isla situada en Filipinas, adyacente a la de Paragua, en el grupo de Balábac.
Administrativamente forma parte del barrio del mismo nombre   del municipio filipino de Balábac  de tercera categoría perteneciente a la provincia  de Paragua en  Mimaro,  Región IV-B de Filipinas.

## Geografía
Esta isla, junto con las de  Camerán o Canimerán y de  Patongón, se encuentra situada al sur de Isla de La Paragua, frente al cabo de Buliluyán, entre las islas de Bancalán, al sur, y de Pandanán al este.
La isla tiene aproximadamente 590 metros de largo, en dirección norte-sur, y unos 260 metros de ancho. Dista 1.500 metros de Pandanán, 4.000 metros de Camarán y 2.400 metros de cabo Buliluyán.